# Tour des Flandres féminin 2013
La 10e édition du Tour des Flandres féminin a lieu le 31 mars 2013. C'est la troisième épreuve de la Coupe du monde. L'épreuve est remportée par la Néerlandaise Marianne Vos.

## Équipes
| Équipes féminines professionnelles (25)- Argos-Shimano - BePink - Bizkaia-Durango - Boels Dolmans - Cramo Go:green - Cyclelive Plus-Zannata - Faren-Kuota - Futurumshop.nl-Polaris - GSD Gestion-Kallisto - Hitec Products - Lotto-Belisol Ladies - MCipollini-Giordana - Orica-AIS - Pasta Zara-Cogeas - Rabo Women - RusVelo - SC Michela Fanini Rox - Sengers Ladies - Specialized-Lululemon - Squadra Scappatella - Top Girls Fassa Bortolo - Topsport Vlaanderen-Bioracer - Vaiano Fondriest - Vienne Futuroscope - Wiggle Honda Équipes nationales (2)- États-Unis - Pays-Bas |
| |

## Parcours
Le parcours de la course, long de 127,4 km, démarre de la Grand-Place d'Audenarde. Il fait tout d'abord une boucle vers le nord sans grande difficulté en empruntant des routes larges. La course passe ainsi à Gavere avant de se diriger vers Audenarde. Au kilomètre trente-neuf, le premier mont est escaladé : il s'agit du Molenberg. Dans le final, le vieux Quaremont puis le Paterberg sont montés. Ce dernier est situé à vingt-trois kilomètres de l'arrivée. La côte de Hotond est encore escaladée par la suite. L'arrivée est située dans la Minderbroederstraat d'Audenarde.
Dix monts sont au programme de cette édition, pour la plupart recouverts de pavés :
| Mont | Nom             | Km    | Revêtement | Longueur (m) | Pente moyenne | Km de l'arrivée |
| ---- | --------------- | ----- | ---------- | ------------ | ------------- | --------------- |
| 1    | Molenberg       | 39,6  | pavés      | 463          | 7 %           | 89,2            |
| 2    | Rekelberg       | 53,8  | asphalte   | 800          | 4,0 %         | 75,0            |
| 3    | Berendries      | 59,2  | asphalte   | 940          | 7 %           | 69,6            |
| 4    | Valkenberg      | 64,5  | asphalte   | 540          | 8,1 %         | 64,3            |
| 5    | Kaperij (nl)    | 76,8  | pavés      | 1 000        | 5,5 %         | 52,0            |
| 6    | Kanarieberg     | 84,2  | asphalte   | 1 000        | 7,7 %         | 44,6            |
| 7    | Kruisberg       | 92,6  | asphalte   | 2 500        | 5 %           | 36,2            |
| 8    | Vieux Quaremont | 102,4 | pavés      | 2 200        | 4 %           | 26,4            |
| 9    | Paterberg       | 105,8 | pavés      | 360          | 12,9 %        | 23,0            |
| 10   | Hotond          | 112,8 | asphalte   | 3 000        | 3,5 %         | 16              |

En plus des traditionnels monts, il y a deux secteurs pavés :
| Secteur | Nom           | Km   | Longueur (m) | Km de l'arrivée |
| ------- | ------------- | ---- | ------------ | --------------- |
| 1       | Paddestraat   | 44,3 | 2 300        | 84,5            |
| 2       | Haaghoek (nl) | 67,9 | 2 000        | 60,9            |

## Favorites
En l'absence de la vainqueur sortante, Judith Arndt en retraite désormais, Marianne Vos fait figure de favorite. C'est en effet, la seule course sur route majeure encore manquante à son palmarès. Par ailleurs, elle a remporté le Tour de Drenthe en début de mois et dispose du soutien de son équipe avec notamment la vainqueur 2011 Annemiek van Vleuten. La principale concurrente à Marianne Vos est l'Italienne Elisa Longo Borghini qui vient de gagner le Trofeo Alfredo Binda-Comune di Cittiglio. La Suédoise Emma Johansson rêve également d'inscrire la course à son palmarès et s'est classée deuxième du Trofeo Alfredo Binda. L'équipe Specialized-Lululemon vient sur la course sans Ina-Yoko Teutenberg et Evelyn Stevens toutes deux blessées. Elle compte sur Ellen van Dijk, deuxième du Tour de Drenthe, pour défendre ses chances. Les autres favorites sont : Elizabeth Armitstead, Adrie Visser, Martine Bras, Noemi Cantele, Tiffany Cromwell et Loes Gunnewijk.

## Récit de la course
La météo est froide, 2 °C, mais sèche et sans vent. En début de course, Susanna Zorzi part en échappée seule. Son avantage culmine à deux minutes avant qu'elle ne soit reprise par le peloton. Dans le vieux Quaremont, Marianne Vos attaque et est suivie par Emma Johansson et Elisa Longo Borghini. Ellen van Dijk revient seule immédiatement après. Dans le final, Ellen van Dijk et Elisa Longo Borghini attaquent mais Marianne Vos se montre vigilante. La victoire se dispute au sprint. Marianne Vos s'impose facilement devant Ellen van Dijk et Emma Johansson,.

## Classements

### Classement final
| \| Classement général \| Classement général \| Classement général \| Classement général \| Classement général \| \| Coureuse \| Coureuse \| Pays \| Équipe \| Temps \| \| ------------------ \| -------------------- \| ------------------ \| --------------------- \| ------------------ \| \| 1re \| Marianne Vos \| Pays-Bas \| Rabo Women \| 3 h 33 min 21 s \| \| 2e \| Ellen van Dijk \| Pays-Bas \| Specialized-Lululemon \| + 0 s \| \| 3e \| Emma Johansson \| Suède \| Orica-AIS \| + 0 s \| \| 4e \| Elisa Longo Borghini \| Italie \| Hitec Products UCK \| + 0 s \| \| 5e \| Annemiek van Vleuten \| Pays-Bas \| Rabo Women \| + 2 min 37 s \| \| 6e \| Adrie Visser \| Pays-Bas \| Boels Dolmans \| + 2 min 37 s \| \| 7e \| Anna van der Breggen \| Pays-Bas \| Sengers \| + 2 min 37 s \| \| 8e \| Loes Gunnewijk \| Pays-Bas \| Orica-AIS \| + 2 min 37 s \| \| 9e \| Lizzie Armitstead \| Royaume-Uni \| Boels Dolmans \| + 2 min 39 s \| \| 10e \| Kirsten Wild \| Pays-Bas \| Skil-Argos \| + 4 min 33 s \| |                      |             |                       |                 |
| |                      |             |                       |                 |
| Sources : ProCyclingStats Cycling Quotient |                      |             |                       |                 |
| Classement général |                      |             |                       |                 |
| Coureuse | Coureuse             | Pays        | Équipe                | Temps           |
| 1re | Marianne Vos         | Pays-Bas    | Rabo Women            | 3 h 33 min 21 s |
| 2e | Ellen van Dijk       | Pays-Bas    | Specialized-Lululemon | + 0 s           |
| 3e | Emma Johansson       | Suède       | Orica-AIS             | + 0 s           |
| 4e | Elisa Longo Borghini | Italie      | Hitec Products UCK    | + 0 s           |
| 5e | Annemiek van Vleuten | Pays-Bas    | Rabo Women            | + 2 min 37 s    |
| 6e | Adrie Visser         | Pays-Bas    | Boels Dolmans         | + 2 min 37 s    |
| 7e | Anna van der Breggen | Pays-Bas    | Sengers               | + 2 min 37 s    |
| 8e | Loes Gunnewijk       | Pays-Bas    | Orica-AIS             | + 2 min 37 s    |
| 9e | Lizzie Armitstead    | Royaume-Uni | Boels Dolmans         | + 2 min 39 s    |
| 10e | Kirsten Wild         | Pays-Bas    | Skil-Argos            | + 4 min 33 s    |

### Points attribués
| Position           | 1er | 2e | 3e | 4e | 5e | 6e | 7e | 8e | 9e | 10e | 11e | 12e | 13e | 14e | 15e | 16e | 17e | 18e |
| Classement général | 100 | 75 | 55 | 45 | 38 | 32 | 26 | 22 | 18 | 15  | 12  | 10  | 8   | 6   | 4   | 3   | 2   | 1   |

## Liste des participantes
| Légende | Légende                                                                    | Légende | Légende                                                    |
| ------- | -------------------------------------------------------------------------- | ------- | ---------------------------------------------------------- |
| Num     | Dossard de départ porté par le coureur sur ce Tour des Flandres            | Pos     | Position à l'arrivée de la course                          |
|         | Indique un maillot de champion national ou mondial, suivi de sa spécialité | NP      | Indique un coureur qui n'a pas pris le départ de la course |
| AB      | Indique un coureur qui n'a pas terminé la course                           | HD      | Indique un coureur qui a terminé la course hors des délais |

| Rabo Women RBW | Rabo Women RBW               | Rabo Women RBW |
| -------------- | ---------------------------- | -------------- |
| Num            | Coureuse                     | Pos            |
| 1              | Marianne Vos (NED)           | 1re            |
| 2              | Annemiek van Vleuten (NED)   | 5e             |
| 3              | Liesbet De Vocht (BEL)       | 19e            |
| 4              | Lucinda Brand (NED)          | 21e            |
| 5              | Megan Guarnier (USA)         | 18e            |
| 6              | Pauline Ferrand-Prévot (FRA) | AB             |

| Specialized-Lululemon SLU | Specialized-Lululemon SLU | Specialized-Lululemon SLU |
| ------------------------- | ------------------------- | ------------------------- |
| Num                       | Coureuse                  | Pos                       |
| 11                        | Katie Colclough (GBR)     | AB                        |
| 13                        | Lisa Brennauer (GER)      | 31e                       |
| 14                        | Trixi Worrack (GER)       | 12e                       |
| 15                        | Ellen van Dijk (NED)      | 2e                        |
| 16                        | Carmen Small (USA)        | 46e                       |

| Orica-AIS GEW | Orica-AIS GEW          | Orica-AIS GEW |
| ------------- | ---------------------- | ------------- |
| Num           | Coureuse               | Pos           |
| 21            | Emma Johansson (SWE)   | 3e            |
| 22            | Loes Gunnewijk (NED)   | 8e            |
| 23            | Gracie Elvin (AUS)     | 39e           |
| 24            | Amanda Spratt (AUS)    | 37e           |
| 25            | Jessie MacLean (AUS)   | AB            |
| 26            | Tiffany Cromwell (AUS) | 14e           |

| Hitec Products UCK HPU | Hitec Products UCK HPU       | Hitec Products UCK HPU |
| ---------------------- | ---------------------------- | ---------------------- |
| Num                    | Coureuse                     | Pos                    |
| 31                     | Emilie Moberg (NOR)          | 93e                    |
| 32                     | Elisa Longo Borghini (ITA)   | 4e                     |
| 33                     | Rachel Neylan (AUS)          | 78e                    |
| 34                     | Emilia Fahlin (SWE)          | 64e                    |
| 35                     | Thea Thorsen (NOR)           | 71e                    |
| 36                     | Cecilie Gotaas Johnsen (NOR) | 57e                    |

| Pasta Zara-Cogeas PZC | Pasta Zara-Cogeas PZC    | Pasta Zara-Cogeas PZC |
| --------------------- | ------------------------ | --------------------- |
| Num                   | Coureuse                 | Pos                   |
| 41                    | Giada Borgato (ITA)      | 73e                   |
| 42                    | Silvija Latožaitė (LTU)  | AB                    |
| 43                    | Inga Čilvinaitė (LTU)    | 16e                   |
| 44                    | Agnė Šilinytė (LTU)      | AB                    |
| 45                    | Edita Janeliūnaitė (LTU) | 92e                   |
| 46                    | Martina Růžičková (CZE)  | 75e                   |

| Boels Dolmans DLT | Boels Dolmans DLT         | Boels Dolmans DLT |
| ----------------- | ------------------------- | ----------------- |
| Num               | Coureuse                  | Pos               |
| 51                | Adrie Visser (NED)        | 6e                |
| 52                | Lizzie Armitstead (GBR)   | 9e                |
| 53                | Romy Kasper (GER)         | 86e               |
| 54                | Lucy Martin (GBR)         | AB                |
| 55                | Jessie Daams (BEL)        | 26e               |
| 56                | Marieke van Wanroij (NED) | 63e               |

| RusVelo RVL | RusVelo RVL                   | RusVelo RVL |
| ----------- | ----------------------------- | ----------- |
| Num         | Coureuse                      | Pos         |
| 61          | Elena Kuchinskaya (RUS)       | 45e         |
| 62          | Alexandra Burtschenkowa (RUS) | 32e         |
| 63          | Maria Savitskaya (RUS)        | AB          |
| 64          | Anastasia Tchulkova (RUS)     | AB          |
| 65          | Aizhan Zhaparova (RUS)        | 61e         |
| 66          | Oxana Kozonchuk (RUS)         | 36e         |

| MCipollini-Giordana MCG | MCipollini-Giordana MCG    | MCipollini-Giordana MCG |
| ----------------------- | -------------------------- | ----------------------- |
| Num                     | Coureuse                   | Pos                     |
| 71                      | Tatiana Antoshina (RUS)    | 22e                     |
| 72                      | Valentina Carretta (ITA)   | 77e                     |
| 73                      | Tatiana Guderzo (ITA)      | 53e                     |
| 74                      | Sara Grifi (ITA)           | AB                      |
| 75                      | Valentina Scandolara (ITA) | 89e                     |
| 76                      | Marta Tagliaferro (ITA)    | 96e                     |

| BePink BPK | BePink BPK              | BePink BPK |
| ---------- | ----------------------- | ---------- |
| Num        | Coureuse                | Pos        |
| 81         | Alena Amialiusik (BLR)  | 33e        |
| 82         | Noemi Cantele (ITA)     | 49e        |
| 83         | Silvia Valsecchi (ITA)  | 85e        |
| 84         | Ilaria Sanguineti (ITA) | AB         |
| 85         | Simona Frapporti (ITA)  | 90e        |
| 86         | Georgia Williams (NZL)  | 47e        |

| Lotto Belisol Ladies LBL | Lotto Belisol Ladies LBL | Lotto Belisol Ladies LBL |
| ------------------------ | ------------------------ | ------------------------ |
| Num                      | Coureuse                 | Pos                      |
| 91                       | Marijn de Vries (NED)    | 43e                      |
| 92                       | Jolien D'Hoore (BEL)     | 20e                      |
| 93                       | Ann-Sophie Duyck (BEL)   | 52e                      |
| 94                       | Kaat Hannes (BEL)        | AB                       |
| 95                       | Marion Rousse (FRA)      | 28e                      |
| 96                       | Kim Schoonbaert (BEL)    | 62e                      |

| Skil-Argos ARW | Skil-Argos ARW          | Skil-Argos ARW |
| -------------- | ----------------------- | -------------- |
| Num            | Coureuse                | Pos            |
| 101            | Charlotte Becker (GER)  | 15e            |
| 102            | Esra Tromp (NED)        | AB             |
| 103            | Lucy van der Haar (GBR) | 97e            |
| 104            | Willeke Knol (NED)      | 68e            |
| 105            | Amy Pieters (NED)       | 60e            |
| 106            | Kirsten Wild (NED)      | 10e            |

| Wiggle Honda WHT | Wiggle Honda WHT               | Wiggle Honda WHT |
| ---------------- | ------------------------------ | ---------------- |
| Num              | Coureuse                       | Pos              |
| 111              | Giorgia Bronzini (ITA)         | 13e              |
| 112              | Mayuko Hagiwara (JPN)          | 72e              |
| 113              | Beatrice Bartelloni (ITA)      | AB               |
| 114              | Lauren Kitchen (AUS)           | AB               |
| 115              | Anna-Bianca Schnitzmeier (GER) | 58e              |
| 116              | Emily Collins (NZL)            | AB               |

| Sengers ___ | Sengers ___                | Sengers ___ |
| ----------- | -------------------------- | ----------- |
| Num         | Coureuse                   | Pos         |
| 121         | Anna van der Breggen (NED) | 7e          |
| 122         | Julia Soek (NED)           | 80e         |
| 123         | Christine Majerus (LUX)    | 11e         |
| 124         | Sofie De Vuyst (BEL)       | 23e         |
| 125         | Maaike Polspoel (BEL)      | 25e         |
| 126         | Geerike Schreurs (NED)     | AB          |

| Faren-Let's Go Finland FLF | Faren-Let's Go Finland FLF     | Faren-Let's Go Finland FLF |
| -------------------------- | ------------------------------ | -------------------------- |
| Num                        | Coureuse                       | Pos                        |
| 131                        | Marta Bastianelli (ITA)        | 76e                        |
| 132                        | Elena Cecchini (ITA)           | AB                         |
| 133                        | Christel Ferrier-Bruneau (FRA) | 27e                        |
| 134                        | Sara Mustonen (SWE)            | 35e                        |
| 135                        | Susanna Zorzi (ITA)            | 69e                        |
| 136                        | Patricia Schwager (SUI)        | AB                         |

| SC Michela Fanini Rox MIC | SC Michela Fanini Rox MIC | SC Michela Fanini Rox MIC |
| ------------------------- | ------------------------- | ------------------------- |
| Num                       | Coureuse                  | Pos                       |
| 141                       | Edwige Pitel (FRA)        | 51e                       |
| 142                       | Liisi Rist (EST)          | AB                        |
| 143                       | Katsiaryna Barazna (BLR)  | AB                        |
| 144                       | Mireia Epelde (ESP)       | AB                        |
| 145                       | Gloria Boldrini (ITA)     | AB                        |
| 146                       | Lara Vieceli (ITA)        | AB                        |

| Vaiano Fondriest VAI | Vaiano Fondriest VAI        | Vaiano Fondriest VAI |
| -------------------- | --------------------------- | -------------------- |
| Num                  | Coureuse                    | Pos                  |
| 151                  | Kataržina Sosna (LTU)       | 70e                  |
| 152                  | Valentina Bastianelli (ITA) | AB                   |
| 153                  | Alessandra D'Ettorre (ITA)  | 74e                  |
| 154                  | Barbara Guarischi (ITA)     | 24e                  |
| 155                  | Alessia Martini (ITA)       | AB                   |
| 156                  | Aleksandra Sošenko (LTU)    | AB                   |

| Futurumshop.nl-Polaris TPO | Futurumshop.nl-Polaris TPO | Futurumshop.nl-Polaris TPO |
| -------------------------- | -------------------------- | -------------------------- |
| Num                        | Coureuse                   | Pos                        |
| 161                        | Alie Gercama (NED)         | AB                         |
| 162                        | Laura van der Kamp (NED)   | 82e                        |
| 163                        | Anouska Koster (NED)       | 56e                        |
| 164                        | Aurore Verhoeven (FRA)     | AB                         |
| 165                        | Mascha Pijnenborg (NED)    | AB                         |
| 166                        | Stephanie Pohl (GER)       | 87e                        |

| GSD Gestion-Kallisto GKS | GSD Gestion-Kallisto GKS  | GSD Gestion-Kallisto GKS |
| ------------------------ | ------------------------- | ------------------------ |
| Num                      | Coureuse                  | Pos                      |
| 171                      | Katarzyna Pawłowska (POL) | 30e                      |
| 172                      | Mayra Del Rocio (MEX)     | AB                       |
| 173                      | Alizée Brien (CAN)        | AB                       |
| 174                      | Lina-Kristin Schink (GER) | 67e                      |
| 175                      | Charlene Delev (GER)      | AB                       |
| 176                      | Stephanie Roorda (CAN)    | AB                       |

| Vienne Futuroscope FUT | Vienne Futuroscope FUT | Vienne Futuroscope FUT |
| ---------------------- | ---------------------- | ---------------------- |
| Num                    | Coureuse               | Pos                    |
| 181                    | Karol-Ann Canuel (CAN) | AB                     |
| 182                    | Audrey Cordon (FRA)    | 41e                    |
| 183                    | Fiona Dutriaux (FRA)   | AB                     |
| 184                    | Amélie Rivat (FRA)     | 34e                    |
| 186                    | Pascale Jeuland (FRA)  | 81e                    |

| Bizkaia-Durango BPD | Bizkaia-Durango BPD         | Bizkaia-Durango BPD |
| ------------------- | --------------------------- | ------------------- |
| Num                 | Coureuse                    | Pos                 |
| 191                 | Lilibeth Chacón (VEN)       | AB                  |
| 192                 | Dorleta Eskamendi Gil (ESP) | AB                  |
| 193                 | Joanne Hogan (AUS)          | AB                  |
| 195                 | Anna Sanchis (ESP)          | 48e                 |
| 196                 | Ane Santesteban (ESP)       | 50e                 |

| Topsport Vlaanderen-Bioracer VLL | Topsport Vlaanderen-Bioracer VLL | Topsport Vlaanderen-Bioracer VLL |
| -------------------------------- | -------------------------------- | -------------------------------- |
| Num                              | Coureuse                         | Pos                              |
| 201                              | Kelly Druyts (BEL)               | 54e                              |
| 202                              | Ine Beyen (BEL)                  | 66e                              |
| 203                              | Anisha Vekemans (BEL)            | AB                               |
| 204                              | Rotem Gafinovitz (ISR)           | AB                               |
| 205                              | Stephanie De Croock (BEL)        | AB                               |
| 206                              | Jessy Druyts (BEL)               | AB                               |

| Cramo-Go:Green AGG | Cramo-Go:Green AGG       | Cramo-Go:Green AGG |
| ------------------ | ------------------------ | ------------------ |
| Num                | Coureuse                 | Pos                |
| 211                | Jessica Kihlbom (SWE)    | 84e                |
| 212                | Madelene Olsson (SWE)    | AB                 |
| 213                | Isabelle Söderberg (SWE) | 55e                |
| 214                | Hanna Helamb (SWE)       | AB                 |
| 215                | Martina Thomasson (SWE)  | 83e                |
| 216                | Linnea Sjöblom (SWE)     | 88e                |

| Cyclelive Plus-Zannata CZT | Cyclelive Plus-Zannata CZT   | Cyclelive Plus-Zannata CZT |
| -------------------------- | ---------------------------- | -------------------------- |
| Num                        | Coureuse                     | Pos                        |
| 221                        | Latoya Brulee (BEL)          | AB                         |
| 222                        | Annelies Dom (BEL)           | 17e                        |
| 223                        | Daisy Depoorter (BEL)        | 95e                        |
| 224                        | Annelies Van Doorslaer (BEL) | 29e                        |
| 225                        | Marissa Otten (NED)          | AB                         |
| 226                        | Monique van de Ree (NED)     | 59e                        |

| Top Girls Fassa Bortolo TOG | Top Girls Fassa Bortolo TOG | Top Girls Fassa Bortolo TOG |
| --------------------------- | --------------------------- | --------------------------- |
| Num                         | Coureuse                    | Pos                         |
| 231                         | Elena Berlato (ITA)         | AB                          |
| 232                         | Irene Bitto (ITA)           | AB                          |
| 233                         | Francesca Cauz (ITA)        | 79e                         |
| 234                         | Jennifer Fiori (ITA)        | AB                          |
| 235                         | Elena Valentini (ITA)       | 94e                         |
| 236                         | Francesca Stefani (ITA)     | AB                          |

| Squadra Scappatella SQS | Squadra Scappatella SQS   | Squadra Scappatella SQS |
| ----------------------- | ------------------------- | ----------------------- |
| Num                     | Coureuse                  | Pos                     |
| 241                     | Larissa Ratkic (AUT)      | AB                      |
| 242                     | Daniela Gaß (GER)         | AB                      |
| 243                     | Christina Perchtold (AUT) | AB                      |
| 244                     | Daniela Pintarelli (AUT)  | AB                      |

| États-Unis USA | États-Unis USA  | États-Unis USA |
| -------------- | --------------- | -------------- |
| Num            | Coureuse        | Pos            |
| 252            | Emily Kachorek  | AB             |
| 253            | Lauren Hall     | 91e            |
| 254            | Janel Holcomb   | 38e            |
| 255            | Kristin McGrath | 42e            |
| 256            | Ruth Edwards    | AB             |

| Pays-Bas NED | Pays-Bas NED   | Pays-Bas NED |
| ------------ | -------------- | ------------ |
| Num          | Coureuse       | Pos          |
| 261          | Rozanne Slik   | 65e          |
| 262          | Ilona Hoeksma  | AB           |
| 263          | Winanda Spoor  | AB           |
| 264          | Sophie de Boer | 44e          |
| 265          | Chantal Blaak  | 40e          |

| Rabo Women RBW | Rabo Women RBW               | Rabo Women RBW |
| -------------- | ---------------------------- | -------------- |
| Num            | Coureuse                     | Pos            |
| 1              | Marianne Vos (NED)           | 1re            |
| 2              | Annemiek van Vleuten (NED)   | 5e             |
| 3              | Liesbet De Vocht (BEL)       | 19e            |
| 4              | Lucinda Brand (NED)          | 21e            |
| 5              | Megan Guarnier (USA)         | 18e            |
| 6              | Pauline Ferrand-Prévot (FRA) | AB             |

| Specialized-Lululemon SLU | Specialized-Lululemon SLU | Specialized-Lululemon SLU |
| ------------------------- | ------------------------- | ------------------------- |
| Num                       | Coureuse                  | Pos                       |
| 11                        | Katie Colclough (GBR)     | AB                        |
| 13                        | Lisa Brennauer (GER)      | 31e                       |
| 14                        | Trixi Worrack (GER)       | 12e                       |
| 15                        | Ellen van Dijk (NED)      | 2e                        |
| 16                        | Carmen Small (USA)        | 46e                       |

| Orica-AIS GEW | Orica-AIS GEW          | Orica-AIS GEW |
| ------------- | ---------------------- | ------------- |
| Num           | Coureuse               | Pos           |
| 21            | Emma Johansson (SWE)   | 3e            |
| 22            | Loes Gunnewijk (NED)   | 8e            |
| 23            | Gracie Elvin (AUS)     | 39e           |
| 24            | Amanda Spratt (AUS)    | 37e           |
| 25            | Jessie MacLean (AUS)   | AB            |
| 26            | Tiffany Cromwell (AUS) | 14e           |

| Hitec Products UCK HPU | Hitec Products UCK HPU       | Hitec Products UCK HPU |
| ---------------------- | ---------------------------- | ---------------------- |
| Num                    | Coureuse                     | Pos                    |
| 31                     | Emilie Moberg (NOR)          | 93e                    |
| 32                     | Elisa Longo Borghini (ITA)   | 4e                     |
| 33                     | Rachel Neylan (AUS)          | 78e                    |
| 34                     | Emilia Fahlin (SWE)          | 64e                    |
| 35                     | Thea Thorsen (NOR)           | 71e                    |
| 36                     | Cecilie Gotaas Johnsen (NOR) | 57e                    |

| Pasta Zara-Cogeas PZC | Pasta Zara-Cogeas PZC    | Pasta Zara-Cogeas PZC |
| --------------------- | ------------------------ | --------------------- |
| Num                   | Coureuse                 | Pos                   |
| 41                    | Giada Borgato (ITA)      | 73e                   |
| 42                    | Silvija Latožaitė (LTU)  | AB                    |
| 43                    | Inga Čilvinaitė (LTU)    | 16e                   |
| 44                    | Agnė Šilinytė (LTU)      | AB                    |
| 45                    | Edita Janeliūnaitė (LTU) | 92e                   |
| 46                    | Martina Růžičková (CZE)  | 75e                   |

| Boels Dolmans DLT | Boels Dolmans DLT         | Boels Dolmans DLT |
| ----------------- | ------------------------- | ----------------- |
| Num               | Coureuse                  | Pos               |
| 51                | Adrie Visser (NED)        | 6e                |
| 52                | Lizzie Armitstead (GBR)   | 9e                |
| 53                | Romy Kasper (GER)         | 86e               |
| 54                | Lucy Martin (GBR)         | AB                |
| 55                | Jessie Daams (BEL)        | 26e               |
| 56                | Marieke van Wanroij (NED) | 63e               |

| RusVelo RVL | RusVelo RVL                   | RusVelo RVL |
| ----------- | ----------------------------- | ----------- |
| Num         | Coureuse                      | Pos         |
| 61          | Elena Kuchinskaya (RUS)       | 45e         |
| 62          | Alexandra Burtschenkowa (RUS) | 32e         |
| 63          | Maria Savitskaya (RUS)        | AB          |
| 64          | Anastasia Tchulkova (RUS)     | AB          |
| 65          | Aizhan Zhaparova (RUS)        | 61e         |
| 66          | Oxana Kozonchuk (RUS)         | 36e         |

| MCipollini-Giordana MCG | MCipollini-Giordana MCG    | MCipollini-Giordana MCG |
| ----------------------- | -------------------------- | ----------------------- |
| Num                     | Coureuse                   | Pos                     |
| 71                      | Tatiana Antoshina (RUS)    | 22e                     |
| 72                      | Valentina Carretta (ITA)   | 77e                     |
| 73                      | Tatiana Guderzo (ITA)      | 53e                     |
| 74                      | Sara Grifi (ITA)           | AB                      |
| 75                      | Valentina Scandolara (ITA) | 89e                     |
| 76                      | Marta Tagliaferro (ITA)    | 96e                     |

| BePink BPK | BePink BPK              | BePink BPK |
| ---------- | ----------------------- | ---------- |
| Num        | Coureuse                | Pos        |
| 81         | Alena Amialiusik (BLR)  | 33e        |
| 82         | Noemi Cantele (ITA)     | 49e        |
| 83         | Silvia Valsecchi (ITA)  | 85e        |
| 84         | Ilaria Sanguineti (ITA) | AB         |
| 85         | Simona Frapporti (ITA)  | 90e        |
| 86         | Georgia Williams (NZL)  | 47e        |

| Lotto Belisol Ladies LBL | Lotto Belisol Ladies LBL | Lotto Belisol Ladies LBL |
| ------------------------ | ------------------------ | ------------------------ |
| Num                      | Coureuse                 | Pos                      |
| 91                       | Marijn de Vries (NED)    | 43e                      |
| 92                       | Jolien D'Hoore (BEL)     | 20e                      |
| 93                       | Ann-Sophie Duyck (BEL)   | 52e                      |
| 94                       | Kaat Hannes (BEL)        | AB                       |
| 95                       | Marion Rousse (FRA)      | 28e                      |
| 96                       | Kim Schoonbaert (BEL)    | 62e                      |

| Skil-Argos ARW | Skil-Argos ARW          | Skil-Argos ARW |
| -------------- | ----------------------- | -------------- |
| Num            | Coureuse                | Pos            |
| 101            | Charlotte Becker (GER)  | 15e            |
| 102            | Esra Tromp (NED)        | AB             |
| 103            | Lucy van der Haar (GBR) | 97e            |
| 104            | Willeke Knol (NED)      | 68e            |
| 105            | Amy Pieters (NED)       | 60e            |
| 106            | Kirsten Wild (NED)      | 10e            |

| Wiggle Honda WHT | Wiggle Honda WHT               | Wiggle Honda WHT |
| ---------------- | ------------------------------ | ---------------- |
| Num              | Coureuse                       | Pos              |
| 111              | Giorgia Bronzini (ITA)         | 13e              |
| 112              | Mayuko Hagiwara (JPN)          | 72e              |
| 113              | Beatrice Bartelloni (ITA)      | AB               |
| 114              | Lauren Kitchen (AUS)           | AB               |
| 115              | Anna-Bianca Schnitzmeier (GER) | 58e              |
| 116              | Emily Collins (NZL)            | AB               |

| Sengers ___ | Sengers ___                | Sengers ___ |
| ----------- | -------------------------- | ----------- |
| Num         | Coureuse                   | Pos         |
| 121         | Anna van der Breggen (NED) | 7e          |
| 122         | Julia Soek (NED)           | 80e         |
| 123         | Christine Majerus (LUX)    | 11e         |
| 124         | Sofie De Vuyst (BEL)       | 23e         |
| 125         | Maaike Polspoel (BEL)      | 25e         |
| 126         | Geerike Schreurs (NED)     | AB          |

| Faren-Let's Go Finland FLF | Faren-Let's Go Finland FLF     | Faren-Let's Go Finland FLF |
| -------------------------- | ------------------------------ | -------------------------- |
| Num                        | Coureuse                       | Pos                        |
| 131                        | Marta Bastianelli (ITA)        | 76e                        |
| 132                        | Elena Cecchini (ITA)           | AB                         |
| 133                        | Christel Ferrier-Bruneau (FRA) | 27e                        |
| 134                        | Sara Mustonen (SWE)            | 35e                        |
| 135                        | Susanna Zorzi (ITA)            | 69e                        |
| 136                        | Patricia Schwager (SUI)        | AB                         |

| SC Michela Fanini Rox MIC | SC Michela Fanini Rox MIC | SC Michela Fanini Rox MIC |
| ------------------------- | ------------------------- | ------------------------- |
| Num                       | Coureuse                  | Pos                       |
| 141                       | Edwige Pitel (FRA)        | 51e                       |
| 142                       | Liisi Rist (EST)          | AB                        |
| 143                       | Katsiaryna Barazna (BLR)  | AB                        |
| 144                       | Mireia Epelde (ESP)       | AB                        |
| 145                       | Gloria Boldrini (ITA)     | AB                        |
| 146                       | Lara Vieceli (ITA)        | AB                        |

| Vaiano Fondriest VAI | Vaiano Fondriest VAI        | Vaiano Fondriest VAI |
| -------------------- | --------------------------- | -------------------- |
| Num                  | Coureuse                    | Pos                  |
| 151                  | Kataržina Sosna (LTU)       | 70e                  |
| 152                  | Valentina Bastianelli (ITA) | AB                   |
| 153                  | Alessandra D'Ettorre (ITA)  | 74e                  |
| 154                  | Barbara Guarischi (ITA)     | 24e                  |
| 155                  | Alessia Martini (ITA)       | AB                   |
| 156                  | Aleksandra Sošenko (LTU)    | AB                   |

| Futurumshop.nl-Polaris TPO | Futurumshop.nl-Polaris TPO | Futurumshop.nl-Polaris TPO |
| -------------------------- | -------------------------- | -------------------------- |
| Num                        | Coureuse                   | Pos                        |
| 161                        | Alie Gercama (NED)         | AB                         |
| 162                        | Laura van der Kamp (NED)   | 82e                        |
| 163                        | Anouska Koster (NED)       | 56e                        |
| 164                        | Aurore Verhoeven (FRA)     | AB                         |
| 165                        | Mascha Pijnenborg (NED)    | AB                         |
| 166                        | Stephanie Pohl (GER)       | 87e                        |

| GSD Gestion-Kallisto GKS | GSD Gestion-Kallisto GKS  | GSD Gestion-Kallisto GKS |
| ------------------------ | ------------------------- | ------------------------ |
| Num                      | Coureuse                  | Pos                      |
| 171                      | Katarzyna Pawłowska (POL) | 30e                      |
| 172                      | Mayra Del Rocio (MEX)     | AB                       |
| 173                      | Alizée Brien (CAN)        | AB                       |
| 174                      | Lina-Kristin Schink (GER) | 67e                      |
| 175                      | Charlene Delev (GER)      | AB                       |
| 176                      | Stephanie Roorda (CAN)    | AB                       |

| Vienne Futuroscope FUT | Vienne Futuroscope FUT | Vienne Futuroscope FUT |
| ---------------------- | ---------------------- | ---------------------- |
| Num                    | Coureuse               | Pos                    |
| 181                    | Karol-Ann Canuel (CAN) | AB                     |
| 182                    | Audrey Cordon (FRA)    | 41e                    |
| 183                    | Fiona Dutriaux (FRA)   | AB                     |
| 184                    | Amélie Rivat (FRA)     | 34e                    |
| 186                    | Pascale Jeuland (FRA)  | 81e                    |

| Bizkaia-Durango BPD | Bizkaia-Durango BPD         | Bizkaia-Durango BPD |
| ------------------- | --------------------------- | ------------------- |
| Num                 | Coureuse                    | Pos                 |
| 191                 | Lilibeth Chacón (VEN)       | AB                  |
| 192                 | Dorleta Eskamendi Gil (ESP) | AB                  |
| 193                 | Joanne Hogan (AUS)          | AB                  |
| 195                 | Anna Sanchis (ESP)          | 48e                 |
| 196                 | Ane Santesteban (ESP)       | 50e                 |

| Topsport Vlaanderen-Bioracer VLL | Topsport Vlaanderen-Bioracer VLL | Topsport Vlaanderen-Bioracer VLL |
| -------------------------------- | -------------------------------- | -------------------------------- |
| Num                              | Coureuse                         | Pos                              |
| 201                              | Kelly Druyts (BEL)               | 54e                              |
| 202                              | Ine Beyen (BEL)                  | 66e                              |
| 203                              | Anisha Vekemans (BEL)            | AB                               |
| 204                              | Rotem Gafinovitz (ISR)           | AB                               |
| 205                              | Stephanie De Croock (BEL)        | AB                               |
| 206                              | Jessy Druyts (BEL)               | AB                               |

| Cramo-Go:Green AGG | Cramo-Go:Green AGG       | Cramo-Go:Green AGG |
| ------------------ | ------------------------ | ------------------ |
| Num                | Coureuse                 | Pos                |
| 211                | Jessica Kihlbom (SWE)    | 84e                |
| 212                | Madelene Olsson (SWE)    | AB                 |
| 213                | Isabelle Söderberg (SWE) | 55e                |
| 214                | Hanna Helamb (SWE)       | AB                 |
| 215                | Martina Thomasson (SWE)  | 83e                |
| 216                | Linnea Sjöblom (SWE)     | 88e                |

| Cyclelive Plus-Zannata CZT | Cyclelive Plus-Zannata CZT   | Cyclelive Plus-Zannata CZT |
| -------------------------- | ---------------------------- | -------------------------- |
| Num                        | Coureuse                     | Pos                        |
| 221                        | Latoya Brulee (BEL)          | AB                         |
| 222                        | Annelies Dom (BEL)           | 17e                        |
| 223                        | Daisy Depoorter (BEL)        | 95e                        |
| 224                        | Annelies Van Doorslaer (BEL) | 29e                        |
| 225                        | Marissa Otten (NED)          | AB                         |
| 226                        | Monique van de Ree (NED)     | 59e                        |

| Top Girls Fassa Bortolo TOG | Top Girls Fassa Bortolo TOG | Top Girls Fassa Bortolo TOG |
| --------------------------- | --------------------------- | --------------------------- |
| Num                         | Coureuse                    | Pos                         |
| 231                         | Elena Berlato (ITA)         | AB                          |
| 232                         | Irene Bitto (ITA)           | AB                          |
| 233                         | Francesca Cauz (ITA)        | 79e                         |
| 234                         | Jennifer Fiori (ITA)        | AB                          |
| 235                         | Elena Valentini (ITA)       | 94e                         |
| 236                         | Francesca Stefani (ITA)     | AB                          |

| Squadra Scappatella SQS | Squadra Scappatella SQS   | Squadra Scappatella SQS |
| ----------------------- | ------------------------- | ----------------------- |
| Num                     | Coureuse                  | Pos                     |
| 241                     | Larissa Ratkic (AUT)      | AB                      |
| 242                     | Daniela Gaß (GER)         | AB                      |
| 243                     | Christina Perchtold (AUT) | AB                      |
| 244                     | Daniela Pintarelli (AUT)  | AB                      |

| États-Unis USA | États-Unis USA  | États-Unis USA |
| -------------- | --------------- | -------------- |
| Num            | Coureuse        | Pos            |
| 252            | Emily Kachorek  | AB             |
| 253            | Lauren Hall     | 91e            |
| 254            | Janel Holcomb   | 38e            |
| 255            | Kristin McGrath | 42e            |
| 256            | Ruth Edwards    | AB             |

| Pays-Bas NED | Pays-Bas NED   | Pays-Bas NED |
| ------------ | -------------- | ------------ |
| Num          | Coureuse       | Pos          |
| 261          | Rozanne Slik   | 65e          |
| 262          | Ilona Hoeksma  | AB           |
| 263          | Winanda Spoor  | AB           |
| 264          | Sophie de Boer | 44e          |
| 265          | Chantal Blaak  | 40e          |

Note : les dossards de la formation Bepink et des Pays-Bas ne sont pas connus.